# ديفيد وايت (مغني)
ديفيد وايت (بالإنجليزية: David White)‏ هو مغني ومغن مؤلف أمريكي، ولد في 26 نوفمبر 1939 في فيلادلفيا في الولايات المتحدة، وتوفي في 17 مارس 2019.

## وصلات خارجية
- دايفيد وايت على موقع ميوزك برينز (الإنجليزية)
- دايفيد وايت على موقع أول ميوزيك (الإنجليزية)
- دايفيد وايت على موقع ديسكوغز (الإنجليزية)